# ایزابلا سرمون
ایزابلا سرمون (انگلیسی: Isabella Sermon؛ زادهٔ ۸ ژوئیه ۲۰۰۶) بازیگر انگلیسی است. او بیشتر به خاطر نقش میزی لاک‌وود در فیلم‌های دنیای ژوراسیک: سقوط پادشاهی (۲۰۱۸) و دنیای ژوراسیک: قلمرو (۲۰۲۲) شناخته می‌شود.

## زندگی‌نامه و حرفه
سرمون در منطقه سلطنتی کنزینگتون و چلسی، لندن در ۸ ژوئیه ۲۰۰۶ به دنیا آمد. او زمانی که ۹ سال داشت با اجرای نمایشی مدرسه‌ای به نام جیمز و هلوی غول‌پیکر با بازیگری آشنا شد.
او در روز کریسمس از نقشش در فیلم دنیای ژوراسیک: سقوط پادشاهی مطلع شد؛ زمانی که مادرش با دادن ایمیلی چاپ‌شده به او این خبر را به شکل غافلگیرانه‌ای اعلام کرد.
سرمون هم‌زمان با تبلیغ فیلم دنیای ژوراسیک: قلمرو در ژوئن ۲۰۲۲، در حال گذراندن امتحانات جی‌سی‌اس‌ئی خود بود. او دوره‌های بازیگری را در مدرسه دی‌ام‌ای لندن گذرانده است.
در سال ۲۰۲۳، سرمون در پادکست درام رادیویی افرادی که مرا می‌شناختند از رادیو بی‌بی‌سی ۴ نقش یک شخصیت را صداپیشگی کرد.

## زندگی شخصی
سرمون در زمینه عکاسی فعالیت دارد، هنر خلق می‌کند و در اوقات فراغت خود به مطالعه می‌پردازد.

## فیلم‌شناسی
| سال  | عنوان                       | نقش                             | توضیحات |
| ---- | --------------------------- | ------------------------------- | ------- |
| ۲۰۱۸ | دنیای ژوراسیک: سقوط پادشاهی | میزی لاک‌وود                     |         |
| ۲۰۲۲ | دنیای ژوراسیک: قلمرو        | میزی لاک‌ووو/جوانی شارلوت لاک‌وود |         |